# O-Kresolphthalein
o-Kresolphthalein ist ein Triphenylmethanfarbstoff und gehört zur Familie der Phthaleine. Der Name setzt sich aus o-Kresol und Phthalsäureanhydrid zusammen. Das entsprechende Sulfonphthalein ist das Kresolrot. 

## Darstellung
Die Darstellung von o-Kresolphthalein durch Umsetzung von o-Kresol mit Phthalsäureanhydrid und Zinntetrachlorid wurde 1880 von Adolf von Baeyer und Georg Fraude beschrieben.

## Verwendung
o-Kresolphthalein wird wie Phenolphthalein als pH-Indikator eingesetzt. Bei einem pH-Wert von 8,2 bis 9,8 findet ein Farbumschlag von farblos nach rot statt.